# La Machine (L'Ultime Chimère)
Pour les articles homonymes, voir La Machine.
La Machine est le quatrième tome de la série de bande dessinée L'Ultime Chimère, écrit par Laurent-Frédéric Bollée et dessiné par Griffo et Fabrice Meddour, paru le 30 septembre 2009.

## Analyse
Ce quatrième tome, écrit en automne 2006, illustre la vie du grand Léonard de Vinci et de François Ier.
Fabrice Meddour est passionné par Léonard de Vinci et son œuvre et s’est senti parfaitement à l’aise dans sa réalisation.

### Clin d’œil
Après avoir regardé une émission de Des racines et des ailes sur le Château d'Amboise, Laurent-Frédéric Bollée s’est inspiré du tableau sur lequel on voit François Ier penché sur le lit de Léonard de Vinci mourant et a imaginé que le roi pouvait le menacer en murmurant…

### Le drame de Fabrice Meddour
Alors que Fabrice Meddour avait achevé vingt-cinq planches sur trente, un incendie ravagea sa maison un soir de 2007. Le feu venait du grenier, mais une chance que la maison fut solide et que toutes les planches originales avaient été scannées juste avant : ces planches ont brûlé.